# NGC 636
NGC 636 je eliptična galaktika u zviježđu Kitu.

## Vanjske poveznice
- SEDS: NGC 0636